# Apollo 440
Apollo 440 (ook bekend als Apollo Four Forty, A440 en @440) is een Britse band die in 1990 in Liverpool werd opgericht. De band bestaat uit de broers Trevor en Howard Gray, Noko en James Gardner. Laatstgenoemde verliet de band al tijdens de opnames van het eerste album. Alle bandleden zingen en houden zich bezig met samplen, elektronica en door de computer gegenereerde geluiden. De band is genoemd naar de Griekse god Apollo en naar de standaardfrequentie van de toon A (de zogenaamde kamertoon), 440 Hz.
Nadat de band verhuisd was naar Camden Town namen ze hun eerste album op, Millennium Fever. Dit album werd in 1994 op hun eigen label uitgebracht (Stealth Sonic Recordings). Met hun combinatie van rock-, techno- en ambient muziek wisten ze onmiddellijk de Britse hitlijsten te bereiken. Na het uitbrengen van hun eerste album veranderde de band de schrijfwijze van de bandnaam van Apollo 440 naar Apollo Four Forty, later zouden ze het echter weer terugdraaien.
De band was aanvankelijk het meest bekend door hun remixes, totdat ze in 1994 de single Liquid Cool uitbrachten in Groot-Brittannië. Pas met de single Ain't Talkin' 'Bout Dub (1997) kreeg de band ook internationaal succes. In deze single maakt de band gebruik van een sample van een hit van Van Halen (Ain't Talkin' 'Bout Love).

## Discografie

### Albums
- Millennium Fever (1994)
- Electro Glide in Blue (1997)
- Gettin' High on Your Own Supply (1999)
- Dude Descending a Staircase (2003)
- The Future's What It Used To Be (2012)

### Singles
- Lolita (1991)
- Destiny (1991)
- Blackout (1992)
- Rumble E.P. (1993)
- Astral America (1994)
- Liquid Cool (1994)
- (Don't Fear) The Reaper (1995)
- Krupa (1996)
- Ain't Talkin' 'bout Dub (1997)
- Raw Power (1997)
- Carrera Rapida (1997)
- Rendez-Vous 98 (met Jean Michel Jarre; 1998)
- Lost in Space (1998)
- Stop the Rock (1999)
- Heart Go Boom (1999)
- Charlie's Angels 2000 (2000)
- Say What? (2001)
- Dude Descending A Staircase (2003)

| Single met eventuele hitnotering(en) in de Nederlandse Top 40 | Datum van verschijnen | Datum van binnenkomst | Hoogste positie | Aantal weken | Opmerkingen                 |
| ------------------------------------------------------------- | --------------------- | --------------------- | --------------- | ------------ | --------------------------- |
| Krupa                                                         | 1996                  | -                     | tip 12          | -            |                             |
| Ain't Talkin' 'bout Dub                                       | 03-02-1997            | 22-02-1997            | 14              | 6            | Nr. 15 in de Single Top 100 |
| Charlie's Angels 2000                                         | 27-11-2000            | -                     | tip 3           | -            | Nr. 70 in de Single Top 100 |

| Single met hitnotering(en) in de Vlaamse Ultratop 50 | Datum van verschijnen | Datum van binnenkomst | Hoogste positie | Aantal weken | Opmerkingen |
| ---------------------------------------------------- | --------------------- | --------------------- | --------------- | ------------ | ----------- |
| Ain't Talkin' 'bout Dub                              | 03-02-1997            | 15-03-1997            | 14              | 13           |             |
| Stop the Rock                                        | 16-08-1999            | -                     | tip             | -            |             |